# Jambandustaalvink
De jambandustaalvink (Vidua raricola) is een vogel uit de familie van de Viduidae.

## Verspreiding en leefgebied
Deze soort komt voor in westelijk en centraal Afrika, met name van Sierra Leone tot noordelijk Nigeria, noordelijk Kameroen, noordelijk Congo-Kinshasa en zuidelijk Soedan.